# Залеский, Александр
Александр Залесский из Отока (пол. Aleksander Zaleski z Otoka; 1599—1651) — польский государственный деятель, светский референдарий Короны в 1646—1651 годах, подсудок серадзский в 1625—1646 годах. Владелец Задима, Плешева и Остроруга.

## Биография
Представитель польского шляхетского рода Залеских герба Долэнга. Сын ловчего серадзского Николая Залеского и Катарины Белдовской, дочери каштеляна бжезинского Павла Белдовского. Брат — Ремигиан Залеский (1595—1645).
Основатель церкви Св. Малгожата в Задзиме. Его портрет в натуральную величину до сих пор сильно поврежденный висит в церкви слева.
Член парламента Серадзкого воеводства в Ординарном сейме 1626 года, депутат Коронного фискального трибунала в 1626 году. Депутат сейма 1627, 1628 годов, очередного и чрезвычайного сейма 1629, 1631 и 1632 годов.
В 1627 году в качестве члена парламента он был назначен инспектором королевских столовых товаров в Великой Польше. Член Сейма созыва 1632 года от Серадзкого воеводства. Он был курфюрстом Владислава IV Васы от Серадзского воеводства в 1632 году и подписал его pacta conventa.
Член коронационного сейма 1633 года, очередного сейма 1635 года, чрезвычайного сейма 1637 года, сеймов 1638, 1639, 1640, 1641, 1642, 1643, 1645, 1646 и 1647 годов.
Будучи членом сейма созыва 1648 года от Серадзского воеводства, он входил в состав Всеобщей конфедерации, созданной 31 июля 1648 года. Он подписал pacta conventa Яна II Казимира Васы в 1648 году. Член коронационного сейма 1649 года.
Депутат сейма 1649/1650 года от Садковского сеймика Серадзского воеводства и до сейма 1650 года.
От брака с Анной Доротой Валевской — дочерью Адама Валевского, каштеляна ленчицкого, есть две дочери: Анна Мыцельская и Дорота Глембоцкая, а также сын Вацлав (1640—1687), хорунжий ленчицкий. Потомки Александра и его сына Вацлава обычно получали свои имена при крещении, чтобы подчеркнуть происхождение от референдарной семейной линии.